# Sleipnir Glacier
Sleipnir Glacier är en glaciär i Antarktis. Den ligger i Västantarktis. Argentina, Chile och Storbritannien gör anspråk på området. Sleipnir Glacier ligger 463 meter över havet.
Terrängen runt Sleipnir Glacier är huvudsakligen kuperad, men åt sydväst är den platt. Trakten är obefolkad. Det finns inga samhällen i närheten.